# 調布サウスゲートビル
調布サウスゲートビル（ちょうふサウスゲートビル、英称:Chofu South Gate Building）は、東京都調布市小島町二丁目に所在する高層建築物である。

## 概要
調布駅南第1地区第一種市街地再開発事業で建てられたビルで、2007年10月にオープンした。ビルのほとんどがオフィスで、1階に小規模の商業施設が数軒ある。

## 主な施設
- 2 - 11F：オフィス、クリニック、学習塾
  - 3 - 11F：Aflac アメリカンファミリー生命保険会社
  - 2F：JAマインズ、株式会社アニー、ムラタデンタルクリニック、市進学院
- 1F：商業施設
  - 1F：ローソン、マインズショップ
- 1F：トリエ京王調布サウスゲート[1]
  - 1F：ピッツェリア ナポレターナ カンテラ、ペップ スパニッシュ バル、京王不動産、京王観光、三井住友信託銀行 コンサルプラザ調布